# Katırcıoğlu Mehmed Paixà
Katırcıoğlu Mehmed Paşa (1601-1668) fou un cap de bandits i governador otomà.
Cap d'una protesta a Isparta fou empresonat i alliberat pel poble revoltat vers 1645, i apareix llavors el 1647 al costat del bandoler Kara Haydar. Aquest fou capturat el 1649 i Mehmed Pasha va reagrupar diverses bandes i es va aliar a la banda de Gurdju Abd al-Nabi i es van dirigir a Uskudar, però en enfrontar-se a les forces del govern foren derrotats per causa d'una vacil·lació d'Abd al-Nabi i es va retirar cap a Soghut i Isparta.
Va demanar el perdó i el gran visir Kara Dev Murad Paixà li va concedir i el mateix 1649 va ser rebut pel sultà i fou nomenat sandjakbeg de Beyşehir i el 1650 canviat a beglerbegi de Karaman i enviat contra Abaza Hassan Agha; el 1651 fou nomenat governador de l'eyalat de Shahrizur però va refusar el càrrec i va restar a Karaman; això era una rebel·lió però el gran visir va fer com que no se n'assabentava i poc després el va nomenar sandjakbeg d'Isparta. El 1655 fou enviat a la campanya de Creta on va lluitar fins al 1659. Després desapareix per uns anys però el 1667 reapareix a Creta com a beglerbeg de Karaman i el 22 de setembre de 1667 fou nomenat beglerbegi d'Anadolu. Va morir en combat al setge de Càndia el 17 de desembre de 1668.